# Yo x Ti, Tu x Mi
Singles par Rosalía
Milionària
(2019) A Palé
(2019)
Singles par Ozuna
China
(2019) Adicto
(2019)
Yo x Ti, Tu x Mi est une chanson de la chanteuse espagnole Rosalía en duo avec le chanteur portoricain Ozuna, composée par le musicien El Guincho et produite par Frank Dukes, sortie le 15 août 2019 sous le label Sony Music. 

## Contexte
La chanson est annoncée le 13 août 2019 par la chanteuse espagnole sur les réseaux sociaux. La chanson figure sur la bande-son officielle du jeu vidéo FIFA 20. 

## Certifications
| Pays       | Certification | Ventes    | Références |
| ---------- | ------------- | --------- | ---------- |
| Espagne    | 4 × Platine   | 160 000   | [ 3 ]      |
| États-Unis | Platine       | 1 000 000 | [ 4 ]      |
| Italie     | Or            | 25 000    | [ 5 ]      |
| Mexique    | Diamant       | 300 000   | [ 6 ]      |
| Portugal   | Or            | 5 000     | [ 7 ]      |
| Suisse     | Platine       | 20 000    | [ 8 ]      |